# Port lotniczy Georgetown
Port lotniczy im Cheddi Jagana (IATA: GEO, ICAO: SYCJ) – międzynarodowy port lotniczy położony 41 km na południe od Georgetown. Jest największym portem lotniczym w Gujanie.

## Linie lotnicze i połączenia
- Airone Caribbean (Barbados) [od 1 grudnia]
- Blue Wing Airlines (Paramaribo-Zorg en Hoop)
- Caribbean Airlines (Nowy Jork-JFK, Miami, Port of Spain)
- Delta Air Lines (Nowy Jork-JFK)
- Leeward Islands Air Transport (Barbados, Port of Spain)
- Meta Linhas Aéreas (Belém-Val de Cães, Boa Vista, Paramaribo-Johan Pengel)
- Roraima Airways (Kaieteur, Lethem, Matthews Ridge, Ogle, Orinduik, Port Kaituma)
- Surinam Airways (Curaçao, Miami, Paramaribo-Johan Pengel)
- Trans Guyana Airways (Annai, Apoteri, Bemichi, Chi-Chi, Chi-Chi West, Hampton Court, Imbaimadai, Kaieteur, Kamarang, Karanambo, Karasabai, Kato, Kurukabaru, Lethem, Mabaruma, Mahdia, Maikwak, Matthews Ridge, Monkey Mountain, Ogle, Orinduik, Paramaribo, Port Kaituma)

### Cargo
- ABX Air (Port of Spain)
- Amerijet (Santiago de los Caballeros, Santo Domingo)